# Fall to Pieces
Fall to Pieces este ultima melodie extrasă pe single de pe albumul Under My Skin. Ea a fost lansată numai în America de Nord, în locurile în care He Wasn't nu a fost promovat. Pentru producerea sa Raine Maida a lucrat alături de Avril Lavigne.
Această melodie este cel mai prost clasat single al artistei în S.U.A., spre deosebire de Canada, unde a fost un succes de neimaginat. Avril Lavigne a renunțat la ideea de a filma un videoclip pentru această piesă, astfel Fall to Pieces nebeneficiind de niciunfel de promovare. Ca și consecință a acestui lucru melodia nu a intrat în top Billboard Hot 100 și a reușit performanțe modeste în topuri.